# Фридрих Вилхелм (Вид)
Фридрих Вилхелм фон Вид-Нойвид (на немски: Friedrich Wilhelm von Wied-Neuwied; * 15 ноември 1684; † 17 септември 1737) е граф на Вид-Нойвид (1698 – 1737).
Той е единственият син на граф Фридрих III фон Вид (1618 – 1698) и третата му съпруга графиня он Мария Сабина фон Золмс-Хоензолмс (1638 – 1685), дъщеря на граф Филип Райнхард II фон Золмс-Хоензолмс (1615 – 1665), внучка на Филип Райнхард I фон Золмс-Хоензолмс. Внук е на граф Херман II фон Вид-Нойвид (ок. 1580 – 1631) и съпругата му графиня Юлиана Доротея Елизабет фон Золмс-Хоензолмс (1592 – 1649), дъщеря на граф Херман Адолф фон Золмс-Хоензолмс (1545 – 1613). По-големият му полубрат е Георг Херман Райнхард (1640 – 1690), граф на Вид.

## Фамилия
Фридрих Вилхелм се жени на 24 август 1704 г. за бургграфиня и графиня Луиза Шарлота фон Дона-Шлобитен (* 5 януари 1688 в Шлобитен; † 27 май 1736 в Нойвид), дъщеря на граф и бургграф Александер фон Дона-Шлобитен (1661 – 1728) и първата му съпруга графиня Емилия Луиза фон Дона-Карвинден (1661 – 1724). Те имат децата:
- Йохан Фридрих Александер (1706 – 1791), граф на Изенбург, господар на Рункел, граф на „долното графство“ Вид-Нойвид (1737 – 1784), първият княз на Вид от 1784 г., женен на 2 януари 1739 г. за бурграфиня Каролина фон Кирхберг, графиня на Сайн-Хахенбург (1720 – 1795)
- Александер Емил (1708 – 1709)
- Франц Карл Лудвиг (1710 – 1765), граф на Вид, женен 1747 г. за бурграфиня и графиня София Луиза фон Дона-Карвинден (1727 – 1749)